# Tour de França de 1936

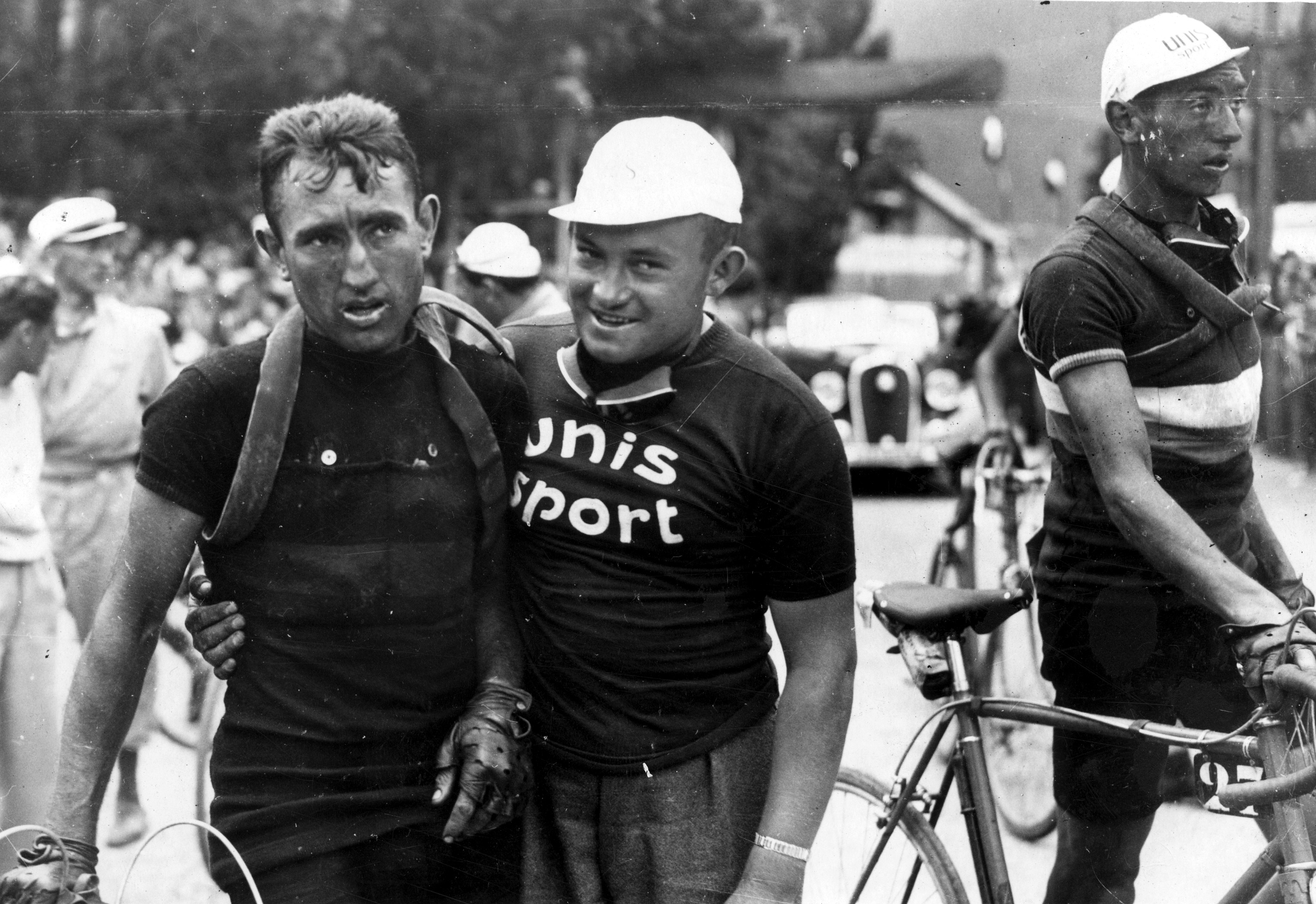
Sylvère Maes, al Tour de França de 1936

El Tour de França de 1936 fou la trentena edició del Tour de França i es disputà entre el 7 de juliol i el 2 d'agost de 1936, sobre un recorregut de 4.418 km, distribuïts en 21 etapes, cinc d'elles dividides en dos sectors i una en tres, que es van disputar a una mitjana de 31,108 km/h. Problemes de salut obligaren a Henri Desgrange a deixar la direcció del Tour a mans de Jacques Goddet a mitja cursa.
La cursa va ser guanyada pel belga Sylvère Maes. En le primeres etapes va tenir en el francès Maurice Archambaud, el principal rival, fins que Archambaud va perdre diversos minuts en la vuitena etapa que el van endarrerir, mentre Maes passava a liderar la general. A partir d'aquell moment Maes augmentà les diferències respectes els seus nous rivals, el francès Antonin Magne i el seu compatriota Félicien Vervaecke.
La classificació per equips fou guanyada pel conjunt belga, mentre l'espanyol Julián Berrendero guanyà la classificació de la muntanya. Sylvère Maes també guanyà una classificació per punts en què el premi eren 100.000 francs.

## Canvis respecte a l'edició anterior
Per primera vegada una etapa és dividida fins en tres sectors. El director de la cursa al començament d'aquesta edició del Tour era Henri Desgrange, el qual havia dirigir la cursa des de la primera edició de 1903. Desgrange, de 71 anys, havia estat operat del ronyó poques setmanes abans de començar el Tour, però estava decidit a seguir la cursa i va arribar a omplir un cotxe de coixins per estar més còmode. Després de la segona etapa va veure que així no podia continuar, s'aturà i fou substituït per Jacques Goddet com a director. La categoria d'individuals que s'havia utilitzat el 1935 no es va utilitzar el 1936.
La introducció de les vacances d'estiu a França el 1936 fan que el nombre d'espectadors al voral de la vora de la carretera augmenti.
El sistema de bonificacions va ser el mateix que el 1935. Això significa que el vencedor de cada etapa rebia 90 segons i el segon classificat 45 segons. A més, el vencedor rebia una bonificació igual a la diferència entre ell i el segon classificat, amb un màxim de dos minuts.

## Participants
Els ciclistes foren dividits en dues categories: els equips nacionals i els touriste-routiers. Hi participaren quatre grans equips nacionals amb 10 ciclistes cadascun: Bèlgica, Alemanya, Espanya/Luxemburg i França. A més hi havia cinc equips nacionals compostos per tan sols quatre ciclistes: Suïssa, Països Baixos, Iugoslàvia, Romania i Àustria. Els equips neerlandès, iugoslau i romanès era la primera vegada que prenien part al Tour. L'equip italià no hi participà per motius polítiques, ja que el país acabava de sortir de la Segona Guerra Italo-Etíop. L'organització del Tour pensà a incloure un equip format per italians que vivien a França i fins i tot se li designaren els dorsals de cursa, però finalment els organitzadors canviaren de pensament.

## Recorregut
Com en les edicions precedents el recorregut ressegueix França en el sentit de les agulles del rellotge, passant primer pels Alps i posteriorment pels Pirineus, sent els principals colls a superar el Galibier, el Tourmalet i l'Aubisca. En aquesta edició Angers acull una etapa per primera vegada.

## Desenvolupament de la cursa
El suís Paul Egli guanyà la primera etapa i alhora es convertí en el primer ciclista suís en liderar el Tour de França. Aquesta primera etapa es va córrer sota una intensa pluja. En la segona etapa el gran grup quedà fraccionat en dues meitats, quedant Egli en el segon grup. Això va fer que perdés el liderat en favor de Maurice Archambaud. En la tercera etapa hi hagué un nou canvi de líder, en favor del luxemburguès Arsène Mersch, així com en la quarta etapa, quan Archambaud el recuperar gràcies a la seva victòria d'etapa.

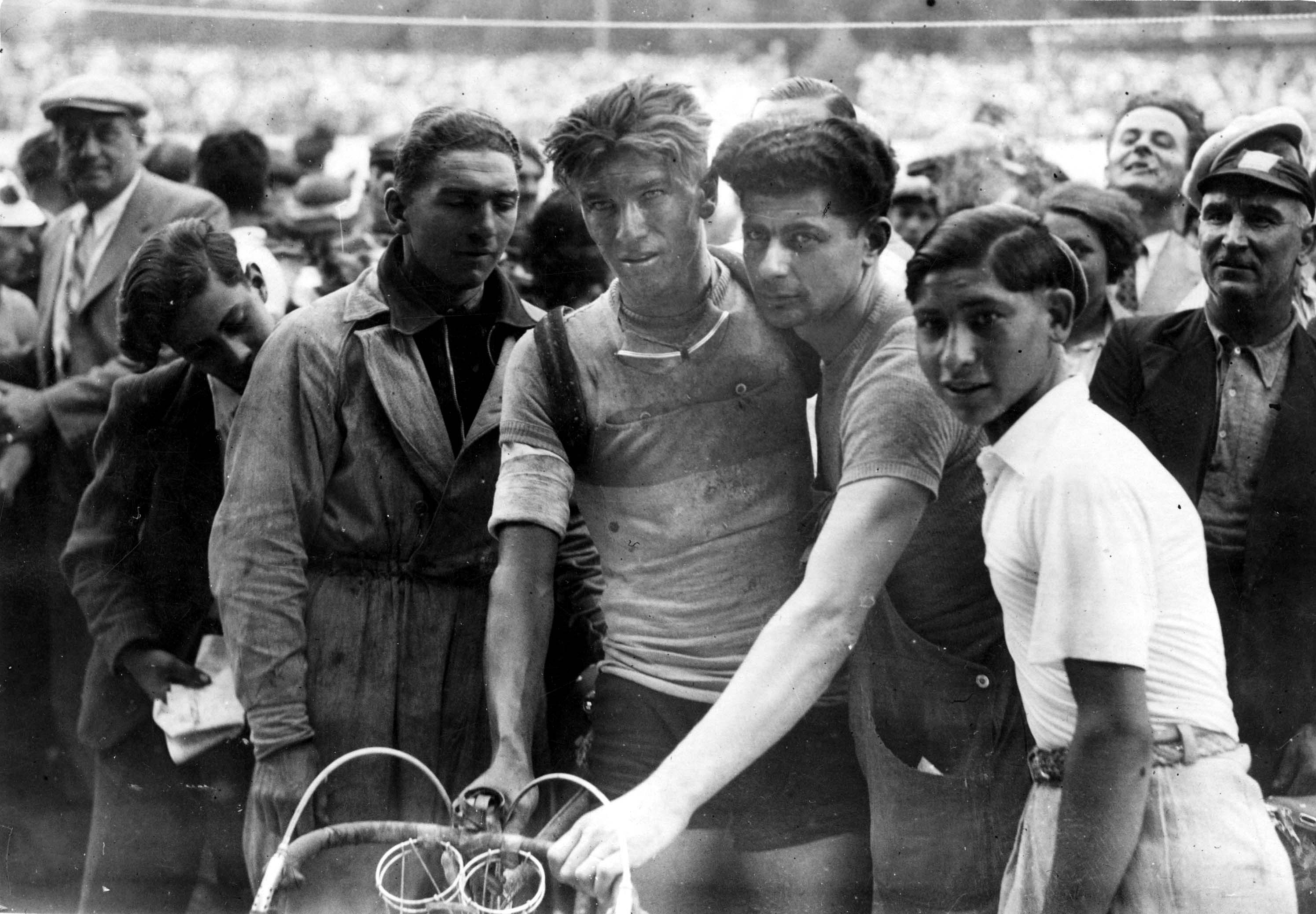
Theo Middelkamp, primer ciclista neerlandès en guanyar una etapa del Tour de França.

La lluita per la general començà realment amb l'arribada de les grans muntanyes dels Alps de la setena etapa. El belga Romain Maes, vencedor de l'edició de 1935, fou el primer a passar pel coll del Télégraphe, no puntuable pel premi de la muntanya, però poc després hagué d'abandonar víctima d'una bronquitis crònica. En la següent ascensió, el Galibier, Georges Speicher, vencedor del Tour de 1930, també abandonà. L'etapa va ser guanyada per Theo Middelkamp, que es convertí en el primer neerlandès a guanyar una etapa del Tour, tot i que abans de 1936 Middelkamp no havia vist mai cap muntanya. En acabar l'etapa Archambaud encara mantenia el liderat.
En la vuitena etapa, Archambaud no va poder seguir el ritme dels principals rivals i Sylvère Maes passà a liderar la cursa, seguit per Pierre Clemens i Antonin Magne, que tenia una bona oportunitat per guanyar la cursa. Magne atacà en la següent etapa, però no aconseguí desfer-se de Maes i finalment acabà cedint un minut respecte a Maes.
Les etapes entre els Alps i els Pirineus es van dividir en dos sectors, un d'ells en la modalitat de contrarellotge per equips. L'equip belga fou superior a la resta, amb la qual cosa Magne va perdre molt de temps i en arribar als Pirineus es trobava vuit minuts rere Maes.
En la 16a etapa, la darrera d'alta muntanya, Magne intentà atacar per recuperar el temps perdut, però Maes contraatacà i guanyà l'etapa amb més de vuit minuts sobre l'immediat perseguidor. Sumant les bonificacions Maes li va treure més de divuit minuts a Magne en acabar l'etapa. En aquesta etapa al belga Félicien Vervaecke li van deixar una bicicleta amb desviador. Això era permès als touriste-routiers, però no pas als membres dels equips nacionals, per la qual cosa fou sancionat amb 10 minuts de penalització en la classificació general. Magne també fou penalitzat, amb cinc minuts, per haver rebut menjar quan no era permès. Per culpa d'aquesta penalització Vervaecke va perdre la segona posició en detriment de Magne.
En les darreres etapes de la cursa Maes va ampliar el seu avantatge gràcies a les proves contrarellotge, tot i que finalment els francesos van guanyar la darrera contrarellotge per equips.

## Resultats

### Etapes
Les etapes 13, 14, 18 i 20 foren dividides en dos sectors, sempre amb un primer sector en línia i un segon sector en per equips, mentre la 19 fou dividida en tres sectors, el segon d'ell també una contrarellotge per equips. En les contrarellotges per equip de 1936, els ciclistes d'un mateix equip prenien la sortida plegats, però a diferència de les proves actuals el que comptava era el temps individual, per la qual cosa la contrarellotge no era guanyada per un equip, sinó per un ciclista.
| Etapa | Data         | Recorregut                      |                           | Km  | Vencedor d'etapa         | Líder de la general      |
| ----- | ------------ | ------------------------------- | ------------------------- | --- | ------------------------ | ------------------------ |
| 1a    | 7 de juliol  | París - Lilla                   | Etapa plana               | 258 | Paul Egli (SUI)          | Paul Egli (SUI)          |
| 2a    | 8 de juliol  | Lilla- Charleville-Mézières     | Etapa plana               | 192 | Robert Wierinckx (BEL)   | Maurice Archambaud (FRA) |
| 3a    | 9 de juliol  | Charleville-Mézières- Metz      | Etapa plana               | 161 | Mathias Clemens (LUX)    | Arsène Mersch (LUX)      |
| 4a    | 10 de juliol | Metz- Belfort                   | Etapa de mitja muntanya   | 220 | Maurice Archambaud (FRA) | Maurice Archambaud (FRA) |
| 5a    | 11 de juliol | Belfort- Évian-les-Bains        | Etapa plana               | 298 | René Le Grevès (FRA)     | Maurice Archambaud (FRA) |
| 6a    | 13 de juliol | Évian-les-Bains - Aix-les-Bains | Etapa de mitja muntanya   | 212 | Eloi Meulenberg (BEL)    | Maurice Archambaud (FRA) |
| 7a    | 14 de juliol | Aix-les-Bains - Grenoble        | Etapa de muntanya         | 230 | Theo Middelkamp (NED)    | Maurice Archambaud (FRA) |
| 8a    | 15 de juliol | Grenoble - Briançon             | Etapa de mitja muntanya   | 194 | Jean-Marie Goasmat (FRA) | Sylvère Maes (BEL)       |
| 9a    | 16 de juliol | Briançon - Digne-les-Bains      | Etapa de muntanya         | 220 | Léon Level (FRA)         | Sylvère Maes (BEL)       |
| 10a   | 18 de juliol | Digne-les-Bains - Niça          | Etapa plana               | 156 | Paul Maye (FRA)          | Sylvère Maes (BEL)       |
| 11a   | 19 de juliol | Niça - Canes                    | Etapa de mitja muntanya   | 126 | Federico Ezquerra (ESP)  | Sylvère Maes (BEL)       |
| 12a   | 21 de juliol | Canes - Marsella                | Etapa plana               | 195 | René Le Grevès (FRA)     | Sylvère Maes (BEL)       |
| 13a A | 22 de juliol | Marsella - Nimes                | Etapa plana               | 112 | René Le Grevès (FRA)     | Sylvère Maes (BEL)       |
| 13a B | 22 de juliol | Nimes - Montpeller              | Contrarellotge per equips | 52  | Sylvère Maes (BEL)       | Sylvère Maes (BEL)       |
| 14a A | 23 de juliol | Montpeller - Narbona            | Etapa plana               | 103 | René Le Grevès (FRA)     | Sylvère Maes (BEL)       |
| 14a B | 23 de juliol | Narbona - Perpinyà              | Contrarellotge per equips | 63  | Sylvère Maes (BEL)       | Sylvère Maes (BEL)       |
| 15a   | 25 de juliol | Perpinyà - Luchon               | Etapa de muntanya         | 325 | Sauveur Ducazeaux (FRA)  | Sylvère Maes (BEL)       |
| 16a   | 27 de juliol | Luchon - Pau                    | Etapa de muntanya         | 194 | Sylvère Maes (BEL)       | Sylvère Maes (BEL)       |
| 17a   | 29 de juliol | Pau - Bordeus                   | Etapa plana               | 229 | René Le Grevès (FRA)     | Sylvère Maes (BEL)       |
| 18a A | 30 de juliol | Bordeus - Saintes               | Etapa plana               | 117 | Eloi Meulenberg (BEL)    | Sylvère Maes (BEL)       |
| 18a B | 30 de juliol | Saintes- La Rochelle            | Contrarellotge per equips | 75  | Sylvère Maes (BEL)       | Sylvère Maes (BEL)       |
| 19a A | 31 de juliol | La Rochelle- La Roche-sur-Yon   | Etapa plana               | 81  | Marcel Kint (BEL)        | Sylvère Maes (BEL)       |
| 19a B | 31 de juliol | La Roche-sur-Yon- Cholet        | Contrarellotge per equips | 65  | Félicien Vervaecke (BEL) | Sylvère Maes (BEL)       |
| 19a C | 32 de juliol | Cholet- Angers                  | Etapa plana               | 67  | Paul Maye (FRA)          | Sylvère Maes (BEL)       |
| 20a A | 1 d'agost    | Angers- Vire                    | Etapa plana               | 204 | René Le Grevès (FRA)     | Sylvère Maes (BEL)       |
| 20a B | 1 d'agost    | Vire- Caen                      | Contrarellotge per equips | 55  | Antonin Magne (FRA)      | Sylvère Maes (BEL)       |
| 21a   | 2 d'agost    | Caen- París                     | Etapa plana               | 234 | Arsène Mersch (LUX)      | Sylvère Maes (BEL)       |

### Classificació General
El ciclista que arribava a la meta en el menor temps era proclamat el vencedor d'etapa. Els diferents temps de cada etapa eren sumats per aconseguir la classificació general, guanyada pel ciclista amb menor temps acumulat. Si un ciclista havia rebut alguna bonificació de temps es restava del total, de la mateixa manera que les penalitzacions de temps s'afegien al total. El líder de la cursa era identificat pel mallot groc.
| Pos. | Ciclista                 | Equip             | Temps        |
| ---- | ------------------------ | ----------------- | ------------ |
| 1    | Sylvère Maes (BEL)       | Bèlgica           | 142h 47' 32" |
| 2    | Antonin Magne (FRA)      | França            | + 26' 55"    |
| 3    | Félicien Vervaecke (BEL) | Bèlgica           | + 27' 53"    |
| 4    | Pierre Clemens (LUX)     | Espanya/Luxemburg | + 42' 42"    |
| 5    | Arsène Mersch (LUX)      | Espanya/Luxemburg | + 52' 52"    |
| 6    | Mariano Cañardo (ESP)    | Espanya/Luxemburg | + 1h 03' 04" |
| 7    | Mathias Clemens (LUX)    | Espanya/Luxemburg | + 1h 10' 44" |
| 8    | Leo Amberg (SUI)         | Suïssa            | + 1h 19' 13" |
| 9    | Marcel Kint (BEL)        | Bèlgica           | + 1h 22' 25" |
| 10   | Léon Level (FRA)         | Touriste-routier  | + 1h 27' 57" |

| Classificació final (11–43) | Classificació final (11–43) | Classificació final (11–43) | Classificació final (11–43) |
| Pos.                        | Ciclista                    | Equip                       | Temps                       |
| --------------------------- | --------------------------- | --------------------------- | --------------------------- |
| 11                          | Julián Berrendero (ESP)     | Espanya/Luxemburg           | + 1h 34' 37"                |
| 12                          | Sylvain Marcaillou (FRA)    | Touriste-routier            | + 1h 38' 06"                |
| 13                          | Louis Thiétard (FRA)        | Touriste-routier            | + 1h 47' 47"                |
| 14                          | Raoul Lesueur (FRA)         | França                      | + 1h 50' 15"                |
| 15                          | Albert van Schendel (NED)   | Països Baixos               | + 1h 52' 23"                |
| 16                          | Pierre Cogan (FRA)          | França                      | + 1h 52' 48"                |
| 17                          | Federico Ezquerra (ESP)     | Touriste-routier            | + 1h 54' 39"                |
| 18                          | Robert Tanneveau (FRA)      | França                      | + 1h 57' 09"                |
| 19                          | François Neuville (BEL)     | Bèlgica                     | + 2h 01' 16"                |
| 20                          | René Le Grevès (FRA)        | França                      | + 2h 07' 45"                |
| 21                          | Yvan Marie (FRA)            | Touriste-routier            | + 2h 08' 46"                |
| 22                          | Pierre Cloarec (FRA)        | Touriste-routier            | + 2h 13' 53"                |
| 23                          | Theo Middelkamp (NED)       | Països Baixos               | + 2h 16' 33"                |
| 24                          | Emiliano Álvarez (ESP)      | Espanya/Luxemburg           | + 2h 26' 00"                |
| 25                          | Charles Berty (FRA)         | Touriste-routier            | + 2h 28' 48"                |
| 26                          | Cyriel Van Overberghe (BEL) | Bèlgica                     | + 2h 30' 14"                |
| 27                          | Alphonse Antoine (FRA)      | Touriste-routier            | + 2h 31' 27"                |
| 28                          | Jean-Marie Goasmat (FRA)    | Touriste-routier            | + 2h 34' 22"                |
| 29                          | Arthur Debruyckere (FRA)    | França                      | + 2h 34' 38"                |
| 30                          | Fernand Lemay (FRA)         | Touriste-routier            | + 2h 51' 49"                |
| 31                          | Albert Hendrickx (BEL)      | Bèlgica                     | + 2h 57' 26"                |
| 32                          | Antoon van Schendel (NED)   | Països Baixos               | + 3h 14' 57"                |
| 33                          | Paul Maye (FRA)             | França                      | + 3h 15' 58"                |
| 34                          | Éloi Meulenberg (BEL)       | Bèlgica                     | + 3h 27' 32"                |
| 35                          | Marcel Walle (FRA)          | Touriste-routier            | + 3h 29' 14"                |
| 36                          | Raymond Passat (FRA)        | Touriste-routier            | + 3h 33' 58"                |
| 37                          | Sauveur Ducazeaux (FRA)     | Touriste-routier            | + 3h 38' 18"                |
| 38                          | Edmond Pagès (FRA)          | Touriste-routier            | + 3h 48' 26"                |
| 39                          | Gabriel Dubois (FRA)        | Touriste-routier            | + 4h 09' 18"                |
| 40                          | Fabien Galateau (FRA)       | Touriste-routier            | + 4h 21' 35"                |
| 41                          | Antoine Latorre (FRA)       | Touriste-routier            | + 4h 23' 16"                |
| 42                          | Abd-el-Kader Abbes (ALG)    | Touriste-routier            | + 4h 43' 33"                |
| 43                          | Aldo Bertocco (FRA)         | Touriste-routier            | + 4h 49' 07"                |

### Gran Premi de la Muntanya
Per la classificació de la muntanya l'organització va determinar 16 colls de muntanya puntuables, tot i que durant el recorregut se'n van superar d'altres també de gran dificultat. Al cim d'aquests colls s'atorgaven 10 punts al primer ciclista a passar-hi, nou al segon i així successivament fins al desè classificat, que rebia un punt.
| Etapa | Nom              | Alçada  | Serralada     | Primer             |
| ----- | ---------------- | ------- | ------------- | ------------------ |
| 4     | Ballon d'Alsace  | 1.178 m | Vosges        | Federico Ezquerra  |
| 6     | Aravis           | 1.498 m | Alps          | Federico Ezquerra  |
| 7     | Galibier         | 2.556 m | Alps          | Federico Ezquerra  |
| 8     | cota de Laffrey  | 900 m   | Alps          | Julián Berrendero  |
| 9     | Izoard           | 2.361 m | Alps          | Sylvère Maes       |
| 9     | Vars             | 2.110 m | Alps          | Julián Berrendero  |
| 9     | Alòs             | 2.250 m | Alps          | Julián Berrendero  |
| 11    | Braus            | 1.002 m | Alps Marítims | Félicien Vervaecke |
| 11    | La Turbie        | 555 m   | Alps Marítims | Federico Ezquerra  |
| 15    | Pimorent         | 1.920 m | Pirineus      | Federico Ezquerra  |
| 15    | Coll de Port     | 1.249 m | Pirineus      | Félicien Vervaecke |
| 15    | Portèth d'Aspèth | 1.069 m | Pirineus      | Sauveur Ducazeaux  |
| 16    | Pèira Sorda      | 1.569 m | Pirineus      | Julián Berrendero  |
| 16    | Aspin            | 1.489 m | Pirineus      | Yvan Marie         |
| 16    | Tourmalet        | 2.115 m | Pirineus      | Sylvère Maes       |
| 16    | Aubisca          | 1.709 m | Pirineus      | Sylvère Maes       |

En acabar la cursa la classificació de la muntanya va quedar d'aquesta manera:
| Pos | Ciclista                 | Equip             | Punts |
| --- | ------------------------ | ----------------- | ----- |
| 1   | Julián Berrendero (ESP)  | Espanya/Luxemburg | 132   |
| 2   | Sylvère Maes (BEL)       | Bèlgica           | 112   |
| 3   | Federico Ezquerra (ESP)  | Espanya/Luxemburg | 99    |
| 4   | Félicien Vervaecke (BEL) | Bèlgica           | 95    |
| 5   | Antonin Magne (FRA)      | França            | 65    |

### Classificació per equips
El 1936 la classificació per equips fou calculada a partir de la suma dels tres millors temps de cada equips, sent el vencedor l'equip que sumava un menor temps. Els altres equips que van començar la cursa, l'alemany, el suís, el iugoslau, el romanès i l'austríac no finalitzaren amb el mínim de tres ciclistes que exigia la normativa d'aquesta classificació.
| Pos. | Equip              | Temps        |
| ---- | ------------------ | ------------ |
| 1    | Bèlgica            | 430h 12' 54" |
| 2    | Espanya/ Luxemburg | + 48' 20"    |
| 3    | França             | + 2h 19' 40" |
| 4    | Països Baixos      | + 5h 23' 28" |
| 5    | Suïssa             | + 9h 54' 01" |

### Classificació pels 100.000 francs
Hi havia també una classificació per punts en la qual el guanyador rebé 100.000 francs.
| Pos. | Ciclista                 | Equip             | Punts |
| ---- | ------------------------ | ----------------- | ----- |
| 1    | Sylvère Maes (BEL)       | Bèlgica           | 11    |
| 2    | Federico Ezquerra (ESP)  | Espanya/Luxemburg | 8     |
| 2    | Jean-Marie Goasmat (FRA) | Touriste-routier  | 8     |

## Evolució de les classificacions
| Etapa | Vencedor           | Classificació general    | Classificació de la muntanya | Classificació per equips | Classificació dels touriste-routiers |
| ----- | ------------------ | ------------------------ | ---------------------------- | ------------------------ | ------------------------------------ |
| 1     | Paul Egli          | Paul Egli (SUI)          | no entregat                  | Décimo Bettini (FRA)     | França                               |
| 2     | Robert Wierinckx   | Maurice Archambaud (FRA) | no entregat                  | Décimo Bettini (FRA)     | Bèlgica                              |
| 3     | Mathias Clemens    | Arsène Mersch (LUX)      | no entregat                  | Yvan Marie (FRA)         | Bèlgica                              |
| 4     | Maurice Archambaud | Maurice Archambaud (FRA) | Federico Ezquerra (ESP)      | Yvan Marie (FRA)         | Bèlgica                              |
| 5     | René Le Grevès     | Maurice Archambaud (FRA) | Federico Ezquerra (ESP)      | Sylvain Marcaillou (FRA) | Bèlgica                              |
| 6     | Éloi Meulenberg    | Maurice Archambaud (FRA) | Federico Ezquerra (ESP)      | Yvan Marie (FRA)         | Bèlgica                              |
| 7     | Theo Middelkamp    | Maurice Archambaud (FRA) | Federico Ezquerra (ESP)      | Yvan Marie (FRA)         | Bèlgica                              |
| 8     | Jean-Marie Goasmat | Sylvère Maes (BEL)       | Federico Ezquerra (ESP)      | Jean-Marie Goasmat (FRA) | Bèlgica                              |
| 9     | Léon Level         | Sylvère Maes (BEL)       | Julián Berrendero (ESP)      | Léon Level (FRA)         | / Luxemburg/Espanya                  |
| 10    | Paul Maye          | Sylvère Maes (BEL)       | Julián Berrendero (ESP)      | Léon Level (FRA)         | / Luxemburg/Espanya                  |
| 11    | Federico Ezquerra  | Sylvère Maes (BEL)       | Federico Ezquerra (ESP)      | Léon Level (FRA)         | / Luxemburg/Espanya                  |
| 12    | René Le Grevès     | Sylvère Maes (BEL)       | Federico Ezquerra (ESP)      | Léon Level (FRA)         | Bèlgica                              |
| 13a   | René Le Grevès     | Sylvère Maes (BEL)       | Federico Ezquerra (ESP)      | Léon Level (FRA)         | Bèlgica                              |
| 13b   | Sylvère Maes       | Sylvère Maes (BEL)       | Federico Ezquerra (ESP)      | Léon Level (FRA)         | Bèlgica                              |
| 14a   | René Le Grevès     | Sylvère Maes (BEL)       | Federico Ezquerra (ESP)      | Léon Level (FRA)         | Bèlgica                              |
| 14b   | Sylvère Maes       | Sylvère Maes (BEL)       | Federico Ezquerra (ESP)      | Léon Level (FRA)         | Bèlgica                              |
| 15    | Sauveur Ducazeaux  | Sylvère Maes (BEL)       | Julián Berrendero (ESP)      | Léon Level (FRA)         | Bèlgica                              |
| 16    | Sylvère Maes       | Sylvère Maes (BEL)       | Julián Berrendero (ESP)      | Léon Level (FRA)         | Bèlgica                              |
| 17    | René Le Grevès     | Sylvère Maes (BEL)       | Julián Berrendero (ESP)      | Léon Level (FRA)         | Bèlgica                              |
| 18a   | Éloi Meulenberg    | Sylvère Maes (BEL)       | Julián Berrendero (ESP)      | Léon Level (FRA)         | Bèlgica                              |
| 18b   | Sylvère Maes       | Sylvère Maes (BEL)       | Julián Berrendero (ESP)      | Léon Level (FRA)         | Bèlgica                              |
| 19a   | Marcel Kint        | Sylvère Maes (BEL)       | Julián Berrendero (ESP)      | Léon Level (FRA)         | Bèlgica                              |
| 19b   | Félicien Vervaecke | Sylvère Maes (BEL)       | Julián Berrendero (ESP)      | Léon Level (FRA)         | Bèlgica                              |
| 19c   | Paul Maye          | Sylvère Maes (BEL)       | Julián Berrendero (ESP)      | Léon Level (FRA)         | Bèlgica                              |
| 20a   | René Le Grevès     | Sylvère Maes (BEL)       | Julián Berrendero (ESP)      | Léon Level (FRA)         | Bèlgica                              |
| 20b   | Antonin Magne      | Sylvère Maes (BEL)       | Julián Berrendero (ESP)      | Léon Level (FRA)         | Bèlgica                              |
| 21    | Arsène Mersch      | Sylvère Maes (BEL)       | Julián Berrendero (ESP)      | Léon Level (FRA)         | Bèlgica                              |
| Final | Final              | Sylvère Maes (BEL)       | Julián Berrendero (ESP)      | Léon Level (FRA)         | Bèlgica                              |

## A posteriori
La victòria d'etapa del neerlandès Theo Middelkamp i el bon paper exercit per l'equip va convèncer a l'organització del Tour de tornar a convidar-los en la següent edició.